# Force de Sibérie 2

Force de Sibérie 2 et ses deux variantes de projets présentées — directement sur le territoire de la Chine (1) et via l'Altaï et la Mongolie (2).

Force de Sibérie 2 (en russe : Сила Сибири - 2), précédemment appelé Altaï, est un projet de gazoduc entre les champs de gaz de Sibérie et la région de Xinjiang à l'ouest de la Chine. Là où le gazoduc pourra se connecter avec le gazoduc Ouest-Est (en), par lequel le gaz entrera en Chine. Il fait suite au gazoduc Force de Sibérie achévé en 2019. La longueur prévue du gazoduc est d'environ 6 700 km dont 2 400 km sur le territoire de la Russie. Le diamètre prévu des conduits est de 1 420 mm.
En mars 2023, lors de la rencontre entre le président Xi Jinping et le président Vladimir Poutine, la coopération énergétique entre la fédération de Russie et la Chine est réaffirmée, mais aucun détail n'est révélé, ni sur le calendrier du projet, ni sur le financement, ni sur le prix du gaz. La déclaration conjointe mentionne seulement « des efforts pour faire progresser les travaux sur l'étude et les accords ».
La source du gazoduc est le gisement de gaz de Tchaïandina auquel, en 2022, devra encore être raccordé le nouveau et important gisement de Kovykta. Ce dernier a été inauguré le 21 décembre 2022 par Vladimir Poutine . Le coût prévu du projet s'élève selon diverses estimations de 4,5–5 milliards de roubles à 10–13,6 milliards de dollars américains.

## Histoire du projet
Au printemps 2006, lors d'une visite en Chine, le président russe Vladimir Poutine a déclaré qu'en 2011 serait construit dans ce pays un gazoduc en provenance de la Russie, grâce auquel seraient transportés jusqu'à 80 milliards de m3 par an. Suivant Vladimir Poutine le gaz arriverait en Chine par deux itinéraires : l'un depuis la Sibérie occidentale et l'autre depuis la Sibérie orientale.
En octobre 2008, de nombreux médias en Russie, citant un communiqué qu'aurait transmis le ministère de l'énergie de la fédération de Russie (en), ont annoncé qu'en raison du manque de compétitivité et de l'inopportunité économique du projet de gazoduc Altaï un schéma général de développement du secteur gazier était mis en place jusqu'à l'année 2030,. Mais le ministère de l'énergie a été contraint de déclarer qu'il n'avait pas distribué de communication officielle à la presse et que le schéma général de développement de l'industrie du gaz pour la période allant jusqu'à 2030 était encore au stade de la conception et de l'examen. Les risques économiques et autres associés à la mise en œuvre du projet Altaï, sont pris en compte par Gazprom et le ministère de l'énergie et, selon la version préliminaire du schéma général, la décision finale sur le projet sera prise après l'étude de faisabilité de la construction.
Lors du sommet APEC de Coopération économique pour l'Asie-Pacifique qui s'est tenu à Pékin en novembre 2014, après les accords de mai 2014 sur l'approvisionnement en gaz de la Chine par la route de l'est de Force de Sibérie, un mémorandum et un accord cadre ont été signés pour quasiment doubler les approvisionnements de gaz en Chine du fait de la capacité de l'itinéraire de l'Altaï.
Début février 2020, le ministre de l'énergie du Kazakhstan Nurlan Nogaev (en) a renouvelé ses marques d'intérêts pour des négociations sur la possibilité de faire passer le gazoduc Force de Sibérie — 2 par le territoire de son pays avec une connexion supplémentaire au réseau de gazoducs Ouest-Est. Dans le même temps, le chef du ministère russe de l'énergie Alexandre Novak, a annoncé le début des travaux d'évaluations de la possibilité d'un approvisionnement en gaz russe de la Chine par Force de Sibérie — 2 via la Mongolie. Il n'a pas exclu non plus la possibilité d'une gazéification de Oblys de Pavlodar, au Kazakhstan, par ce même gazoduc.
Le 15 septembre 2022 le ministre russe de l'énergie Alexandre Novak répond positivement à la question de la chaine de télévision Rossiya 1 sur le remplacement dans la stratégie énergétique russe de Nord Stream 2, par Force de Sibérie 2. La Russie et la Chine vont bientôt signer des accords sur la livraison de 50 milliards m3 via le futur gazoduc Force de Sibérie 2. Ce volume représente quasiment la capacité de Nord Stream 1 à l'arrêt depuis septembre 2022.
Le 23 mars 2023, lors de la visite de Xi Jinping à Moscou, Vladimir Poutine affirme que « tous les accords ont été conclus » pour la réalisation du projet Force de Sibérie 2, qu'il qualifie d'« affaire du siècle », mais la déclaration conjointe mentionne seulement « des efforts pour faire progresser les travaux sur l'étude et les accords ». Peu de détails ont été révélés, ni sur le calendrier du projet, ni sur le financement, ni sur le prix. Pékin négocie sans doute un très gros rabais par rapport à ce que Moscou faisait payer jusqu'alors à l'Europe, car dans la négociation, la Chine se sait en position de force.

## GazoducSoyouz Vostok
Soyouz Vostok sera la continuation du gazoduc principal Force de Sibérie - 2 vers l'ouest de la Chine selon Alexeï Miller.
Gazprom a débuté la projection du trajet du gazoduc via la Mongolie vers la Chine le 18 mai 2020.
Sa longueur sera de 960,5 km et il aura une capacité estimée à 50 milliards m3 de gaz par an. Le parcours du gazoduc est approuvé. 
En avril 2021, une étude de faisabilité technico-économique du projet de construction a été approuvée.
Le 25 janvier 2022 le vice-premier ministre de Mongolie Sainbuyanguina Amarsaikhana et le président de Gazprom Alexeï Miller ont signé le protocole relatif à l'achèvement de l'étude de faisabilité de la construction du gazoduc Soyouz Vostok, qui traversera la Mongolie vers la Chine. Il est prévu que les gouvernements des trois pays concluront un accord sur la règlementation des tarifs. La Mongolie deviendra un pays consommateur et négocie avec Gazprom à ce sujet.
La date du début de la construction est fixée à 2024,,.

## Critique du projet

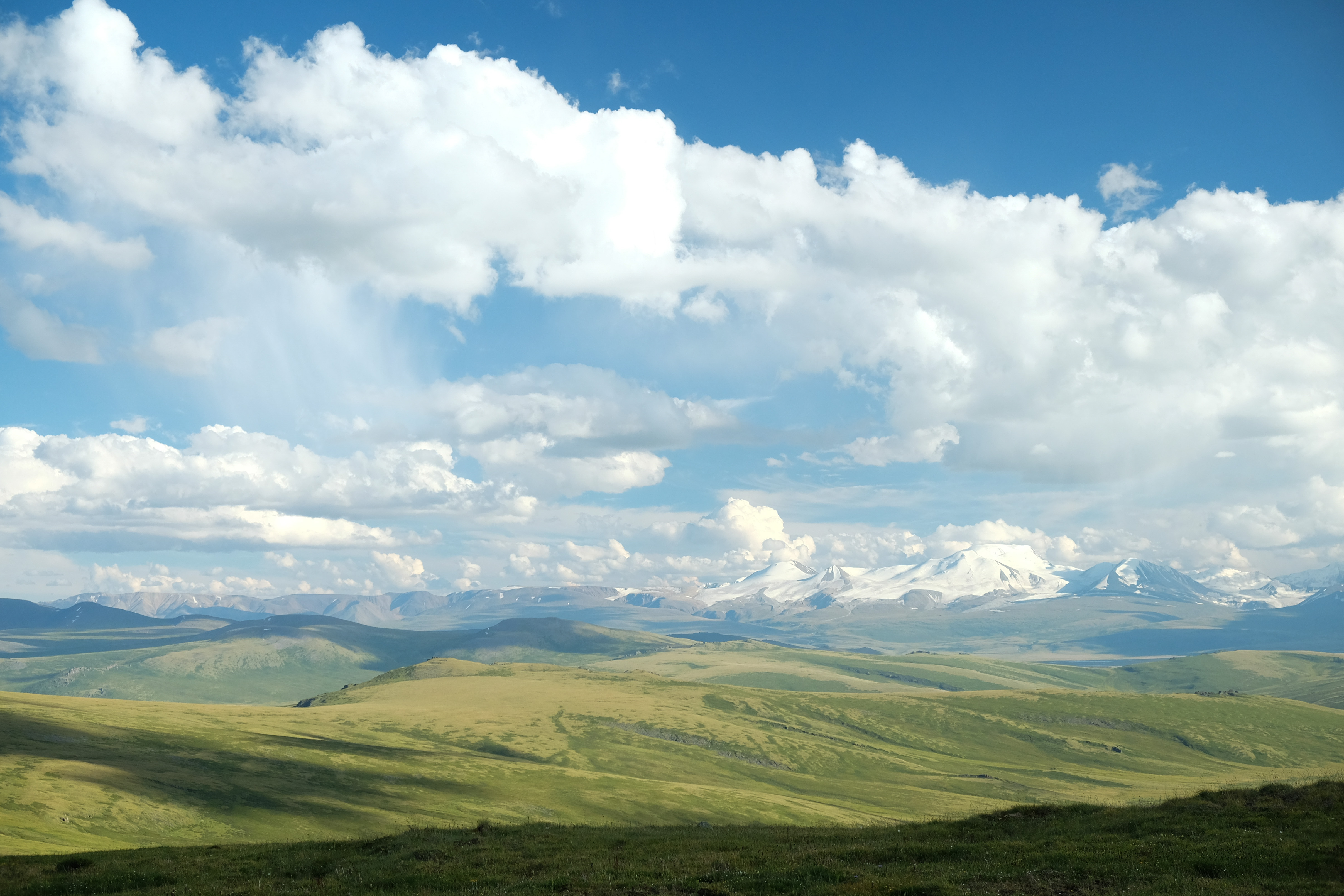
Paysage du plateau de l'Oukok.

Selon le projet préliminaire il est prévu que le gazoduc de l'Altaï traverse le territoire du Parc naturel Oukok, un plateau montagneux unique (Plateau de l'Oukok), inscrit sur la liste du Patrimoine mondial UNESCO au sein des montagnes dorées de l'Altaï, et considéré par les Altaïens comme un lieu sacré. Selon un certain nombre d'experts, la construction du gazoduc perturbera le complexe naturel et historique unique de ces lieux:
- Le tracé proposé traverse des zones de pergélisol anciennes, dont la destruction entraînera une déstabilisation générale des sols ainsi qu'une augmentation des processus thermokarstiques.
- Une partie du territoire par lequel le gazoduc pourra passer (plateau Oukok), est situé dans une zone de sismicité de magnitude 8-9 et les forages peuvent déstabiliser les processus sismotectoniques.
- Le long du parcours, durant la période de construction, le sol et le couvert végétal seront détruits. Dans les conditions climatiques d'Oukok les cycles biologiques sont ralentis et les processus d'auto récupération des complexes naturels peuvent prendre un certain temps.
- Le plateau de l'Oukok est également l'habitat naturel du léopard des neiges et d'autres espèces animales menacées. Les dirigeants nationaux de l'Altaï craignent aussi que l'autoroute technique qui accompagne le gazoduc ouvre la voie à une expansion chinoise dans l'Altaï et à des atteintes aux lieux de sépulture et aux sanctuaires de la région[20].

Des opinions sont exprimées, selon lesquelles le gazoduc devrait être posé autour du plateau Oukok, alternativement sur le territoire du Kazakhstan ou de la Mongolie. Une variante propose également le passage par le fond du lac Baïkal.